# Xenos rostratus
Xenos rostratus (лат.) — вид веерокрылых насекомых рода Xenos из семейства Xenidae. Встречаются в Южной Америке: Аргентина, Бразилия (Сан-Паулу), Парагвай (Villarcia), Перу (Ayacucho). Крылатые самцы на преимагинальной стадии и червеобразные безногие самки большую часть жизни проводят в теле общественных ос (Vespidae). Паразиты рода Polistes, например, Polistes billardieri ruficornis Saussure, 1853 (первоначально указан как Polistes ruficornis ruficornis Saussure, 1853) и Polistes billardieri biglumoides Ducke, 1904 (как Polistes ruficornis biglumoides Ducke, 1904). Вид был впервые описан в 1984 году бразильским энтомологом Сезаром Аугусто да Кунья (Cesar Augusto da Cunha Trois, Uruguaiana, Rio Grande do Sul, Pontifícia Universidade Católica do Rio Grande do Sul, Faculdade de Zootecnia, Veterinária e Agronomia, Бразилия) по типовым материалам из Бразилии.